# Funicular d'Artxanda
El funicular d'Artxanda (en euskera Artxandako funikularra) és un mitjà de transport que comunica la ciutat basca de Bilbao amb el cim de la muntanya Artxanda. El funicular surt cada 15 minuts, i el viatge dura 3 minuts.
La seva base es troba a la plaça del Funicular adjacent al carrer Castaños, al barri homònim, pròxima al passeig Campo de Volantín, entre l'Ajuntament de Bilbao i el pont de La Salve. A pocs metres es troba també el Zubizuri, pont de l'arquitecte Santiago Calatrava.

## Història

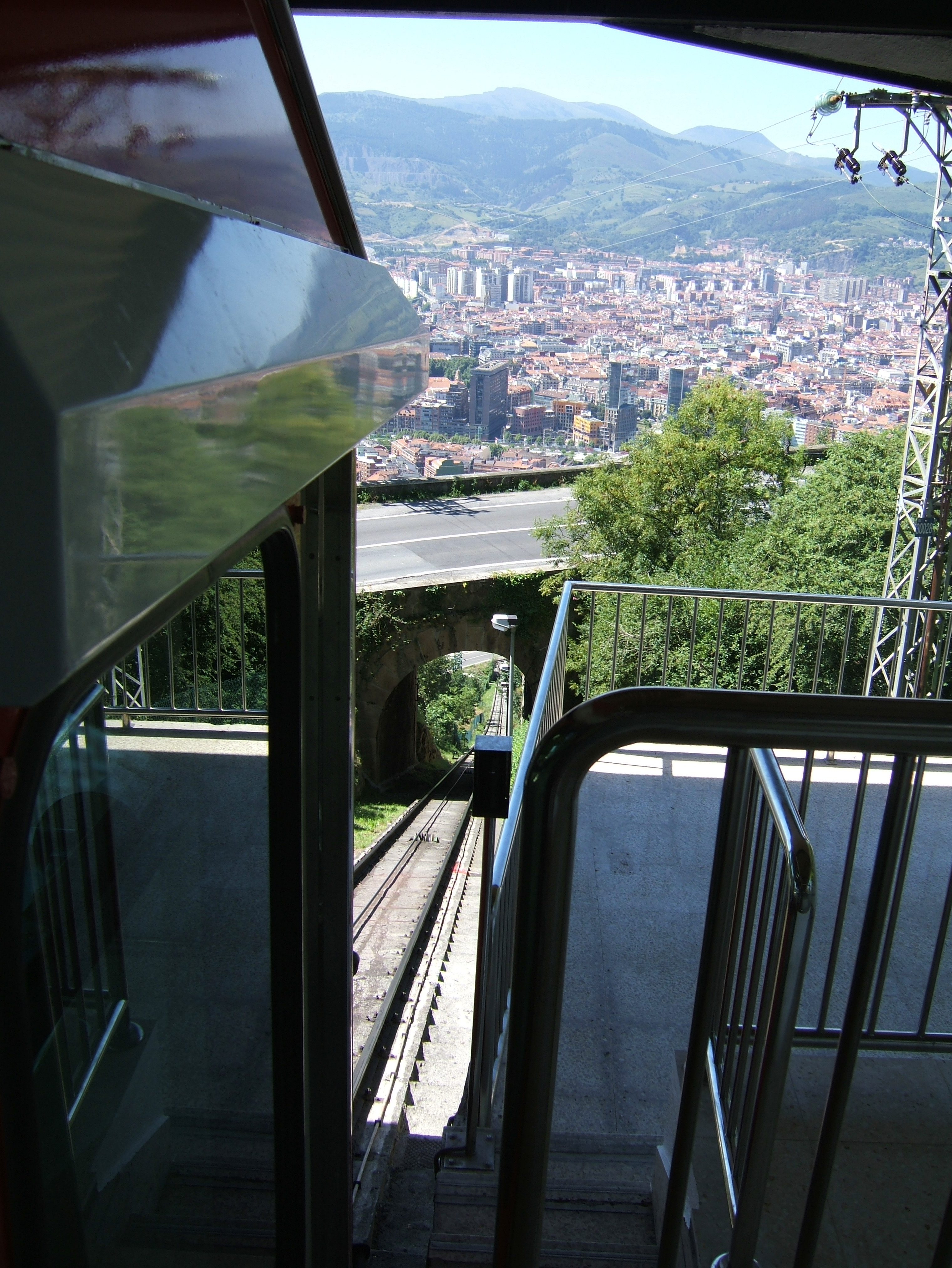
Panoràmica de Bilbao des d'Artxanda

Construït per l'empresa suïssa L. Von Ron, amb un cost de 488.407,30 pessetes, a iniciativa de l'empresari donostiarra Evaristo San Martín y Garaz, el seu primer viatge el va fer el 7 de octubre de 1915, operat per una empresa privada. En dissoldre's aquesta, el municipi se'n va fer càrrec el 1939. Va ser totalment reformat el 1983 i actualment està gestionat per l'Ajuntament de Bilbao.
Es va construir per a poder accedir al casino que estava situat a la muntanya Artxanda. Durant la Guerra Civil, en el setge de Bilbao, les vies i l'estació superior van ser bombardejades i es va interrompre el servei fins al 1938.

## Dades tècniques
- Recorregut: 770,34 metres.
- Desnivell: 226,49 metres.
- Pendent màxim: 44,98%.
- Capacitat: 70 persones per vehicle.
- Velocitat: 5 metres per segon.